# Federazione di baseball della Costa Rica
La Federazione costaricana di baseball (spa. Federación Costarricense de Béisbol) è un'organizzazione fondata per governare la pratica del baseball e del softball in Costa Rica.
Organizza il campionato maschile e di softball femminile, e pone sotto la propria egida la nazionale maschile e di softball femminile.